# Éditions Brandes
 (février 2024).
Pour les articles homonymes, voir Brandes.
Les éditions Brandes ont été créées en 1976 en Bourgogne sous une forme associative. Après avoir été à Béthune dans les années 1980, elles sont aujourd'hui installées en Belgique à Blandain, sur la frontière franco-belge (Tournaisis).
Elles sont spécialisées dans la publication de livres associant l’écriture et les arts plastiques, jouant sur le détournement des procédés traditionnels en y associant innovation, invention et création.
Elles ont recours aux techniques classiques comme la typographie à caractères mobiles, la taille-douce ou la lithographie.

## Les auteurs
Le catalogue compte parmi les auteurs édités : Pierre Albert-Birot, Giorgiono Bassani, Pierre Bettencourt, Christian Bobin, Benoit Caudoux, Patrick Casson, Jacques Derrida, Jean Daive, Jacques Dupin,  Roberto Juarroz, Jean-Louis Giovannoni, Gilbert Lascault, Marc Le Bot, Florence Lelièvre, Claude Louis-Combet, Serge Meurant, Isabelle Martin, Gérard Titus-Carmel et May Yen Gasao.